# Провозглашение независимости Панамы от Испании

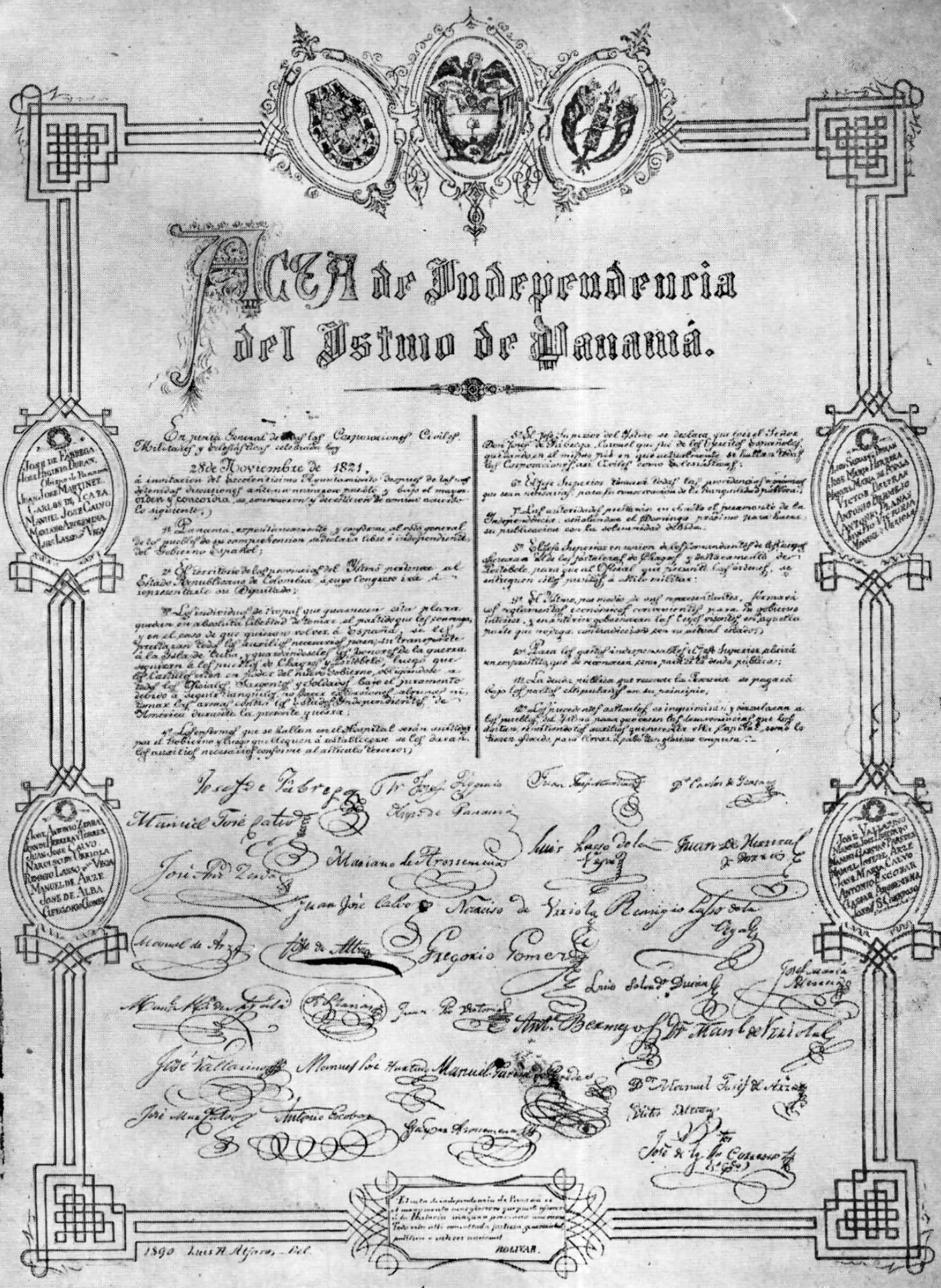
Акт провозглашения независимости Панамы 1821 года

Провозглашение независимости Панамы от Испании — события 1821 года, приведшие к выходу Панамского перешейка из-под власти испанской короны. Независимость была получена в ходе бескровного восстания между 10 и 28 ноября. Опасаясь угрозы возвращения испанцев, повстанцы вскоре присоединили Панаму к Республике Великая Колумбия.

## Предыстория
В колониальные времена Панамский перешеек имел большое транспортное значение для испанской империи в Америке, являясь кратчайшим путём транспортировки людей и грузов между Тихоокеанским и Атлантическим побережьями. В 1820-х годах, когда испанские колонии в Южной Америке боролись за независимость, Панамский перешеек прочно удерживался испанцами.
В 1814 году южноамериканские повстанцы под руководством Бенуа Шассерио попытались атаковать Портобело, но безуспешно. В 1819 году под Портобело снова высадились повстанческие экспедиционные силы, которыми на этот раз командовал Грегор Макгрегор, но они также были отбиты правительственными войсками.

## Провозглашение независимости
В 1819—1821 годах повстанцы успешно освобождали из-под власти испанской короны Южную Америку. Последний титулярный вице-король Новой Гранады Хуан де ла Крус Моурхеон-и-Ачет был вынужден обосноваться в Панаме, так как остальные территории вице-королевства уже практически полностью находились в руках повстанцев. В 1821 году он получил пост генерал-капитана и президента Королевской аудиенсии Кито с заданием вернуть эти земли нынешнего Эквадора под власть короны. Взяв войска из Пуэрто-Кабельо и Панамы, он 23 ноября 1821 года высадился в Атакамесе, имея с собой 800 человек.
Воспользовавшись его отсутствием, городок Вилья-де-Лос-Сантос провозгласил 10 ноября независимость от испанской короны. Это послужило примером для прочих сторонников независимости, и 20 ноября в Панаме генерал-комендант Хосе де Фабрега провозгласил независимость Панамы от Испании. 28 ноября был принят Акт о независимости Панамского перешейка. В соответствии с этим Актом, Хосе де Фабрега провозглашался Главным начальником Перешейка (исп. Jefe Superior del Istmo). 30 ноября состоялась церемония вступления в должность нового правительства.
1 декабря, последовав примеру Панамы, город Сантьяго-де-Верагуас также провозгласил независимость от Испании.
4 января 1822 года новые власти заключили соглашение с командирами оставшихся верными испанской короне войск о том, что в обмен на нейтралитет им будет дана возможность покинуть Панамский перешеек.

## Присоединение к Колумбии
Повстанцы отправили письмо Симону Боливару, сообщавшее об их желании войти в состав создаваемого им независимого южноамериканского государства. 1 февраля 1822 года Боливар ответил согласием, и провинции Панама и Верагуас вошли в состав Республики Колумбия. 9 февраля 1822 года указом вице-президента Сантандера провинции Панама и Верагуас были объединены в Департамент Перешейка. Так как в 1803 году королевским указом под юрисдикцию Новой Гранады было передано атлантическое побережье Центральной Америки, то новое государство претендовало и на территорию Бокас-дель-Торо, однако не имело возможности реализовать свои претензии силой и вмешаться в жизнь проживавших здесь индейцев.